# Bulbophyllum illecebrum
Bulbophyllum illecebrum là một loài phong lan thuộc chi Bulbophyllum.